# Egbert Brieskorn
Egbert Valentin Brieskorn (Rostock, 7 de julho de 1936 – Bonn, 11 de julho de 2013) foi um matemático alemão.
Brieskorn foi um dos editores do collected works de Felix Hausdorff. Foi palestrante convidado do Congresso Internacional de Matemáticos em Nice (1970 - Singular elements of semi-simple algebraic groups).